# Федір II (Тавадрос II)
Фе́дір ІІ (можливі варіанти імені — Тава́дрос ІІ, Теодо́рос ІІ, Теодо́рус ІІ або Теодо́ріус II, грец. Παπα Αββα Θεόδωρος Β΄ (Papa Abba Theodoros), араб. البابا تواضروس التانى, транслітерація латинськими літерами з арабської — al-Bābā Tawāḍurūs aṯ-Ṯānī, написання розмовною арабською мовою Єгипту — تواضروس التانى بابا, світське ім'я — Вагі́х Субхі́ Бакі́ Сулайма́н (араб. وجيه صبحى باقى سليمان, англ. Waǧīh Ṣubḥī Bāqī Sulaymān), народився 4 листопада 1952 р.) — 118-й папа Коптської православної церкви Александрії.

## Біографія
Народився 4 листопада 1952 року. Здобув медичну освіту в Александрійському університеті. Пізніше продовжив освіту у Великій Британії, керував фармакологічним підприємством.
У 1997 році був висвячений у сан вікарного єпископа Бехейрского, став членом Священного синоду Коптської православної церкви. 4 листопада 2012 р. жеребом був обраний з трьох претендентів на посаду патріарха Коптської православної церкви. Церемонія інтронізації відбулася 18 листопада 2012 року.